# Mikrogeophagus altispinosus
Mikrogeophagus altispinosus là một loài cá cảnh trong họ cá hoàng đế. Chúng
là một loài cá đặc hữu của lưu vực sông Amazon ở Brazil và Bolivia. Các loài là một phần của họ và phân họ Cichlidae Geophaginae. Nó là một loài cá cảnh phổ biến. Trong môi trường sống tự nhiên của nó là suối nước ngọt và hồ bơi. 

## Đặc điểm
Kích thước tối đa của chúng là khoảng 8 cm (3.1 in). Phần đầu và một nửa phía trước của cơ thể có màu vàng, mờ dần đến olive xám ở phía sau. Một dải thẳng đứng màu đen chạy ngang mắt, và sáu sọc ngang mờ nhạt xảy ra dọc theo cơ thể, vạch thứ ba là tối màu và cả hai vây lưng và vây đuôi hơi nhích trong một màu đỏ hồng. Vây hậu môn và vùng chậu là cùng màu đỏ trong suốt với tia sáng màu xanh và dấu chấm. Chúng là loài ăn tạp, cá này chức năng sàng lọc các chất nền cho thực vật và các sinh vật nhỏ. Trong điều kiện nuôi nhốt, các loài không phải là một cá kén chọn và sẵn sàng chấp nhận nhiều loại thực phẩm cá thương mại có sẵn.